# Pfarrkirche Sommerein

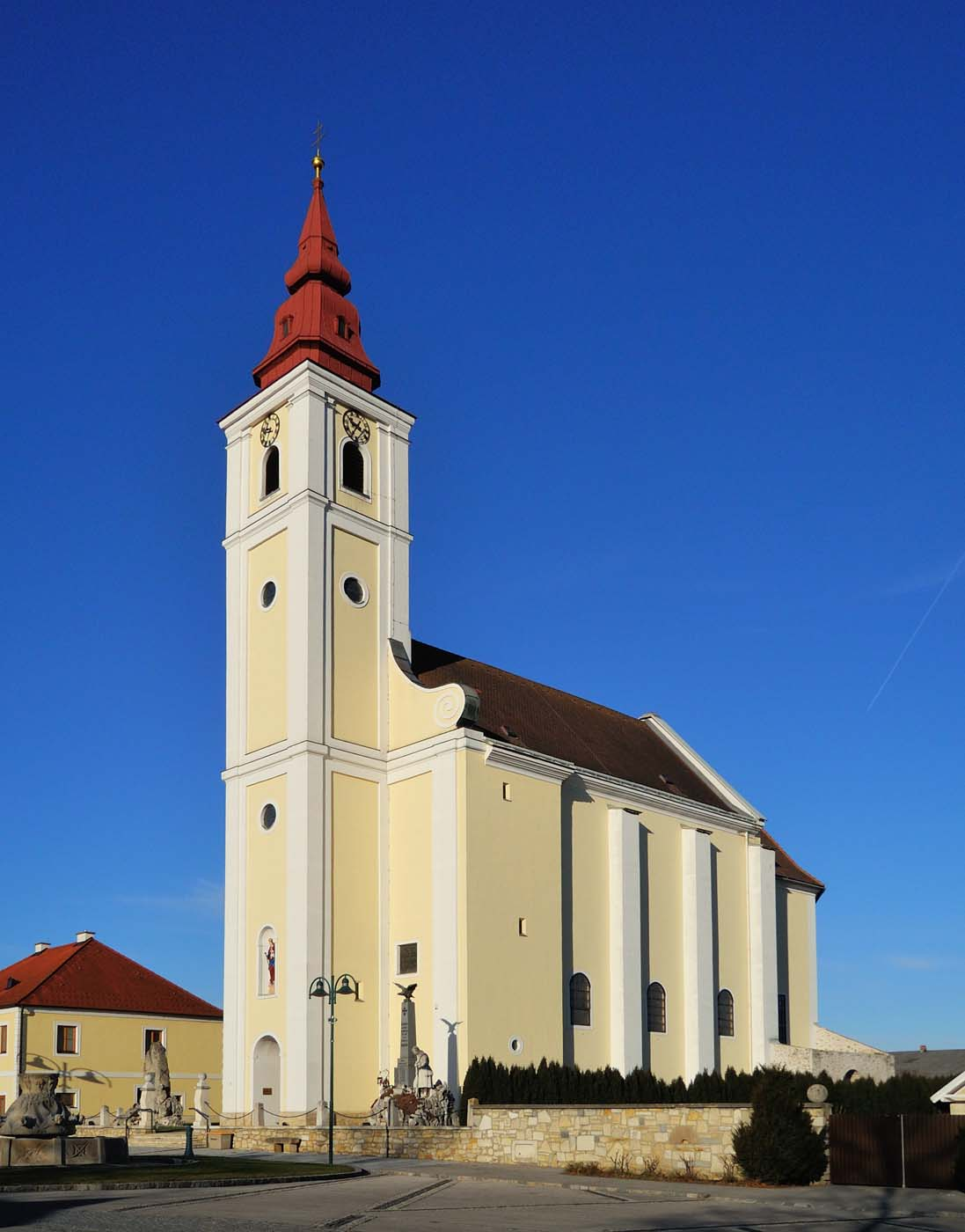
Katholische Pfarrkirche Mariä Heimsuchung in Sommerein

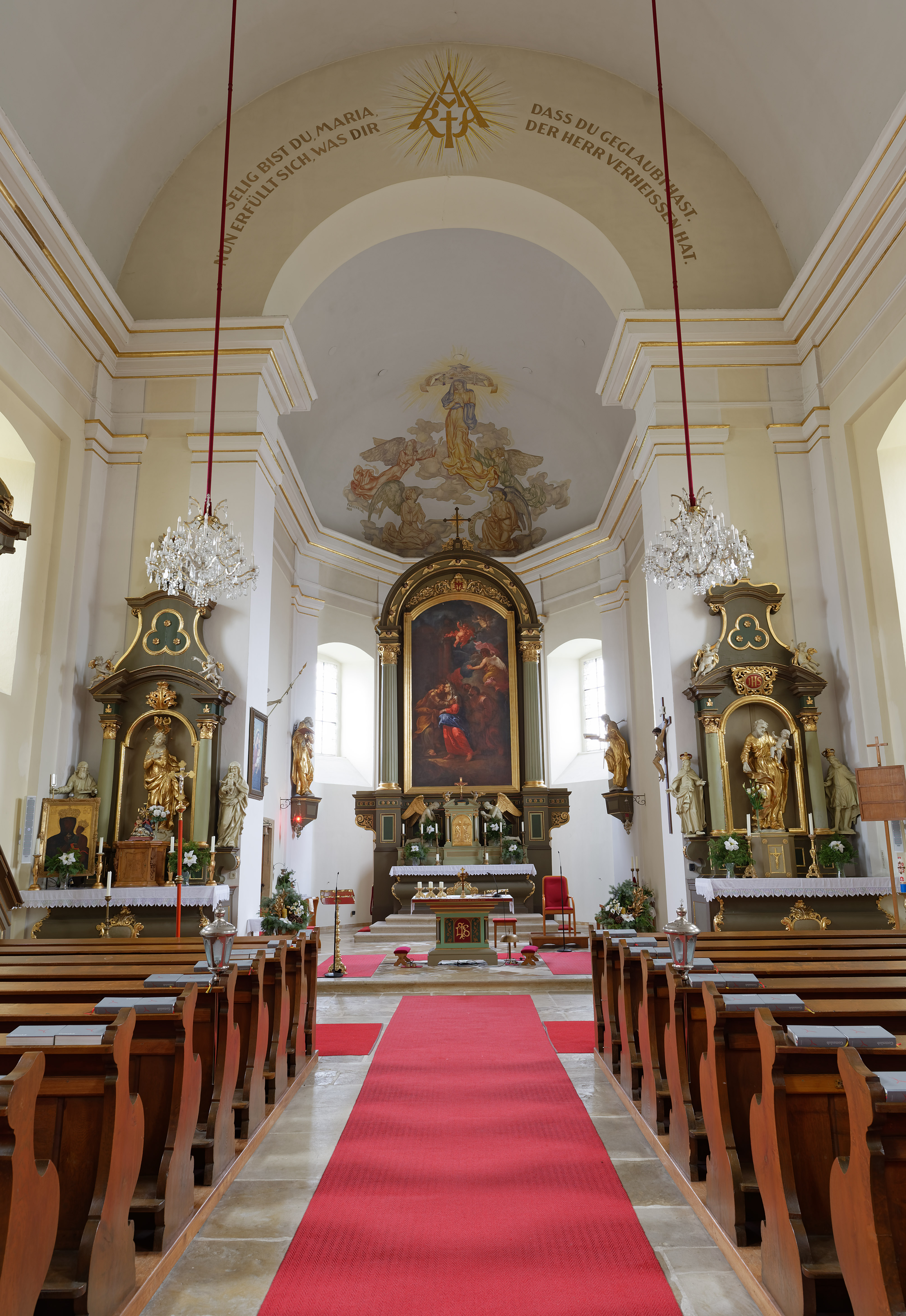
Innenansicht der Kirche

Die Pfarrkirche Sommerein steht frei auf dem Kirchenplatz in der Marktgemeinde Sommerein im Bezirk Bruck an der Leitha in Niederösterreich. Die dem Patrozinium Mariä Heimsuchung unterstellte römisch-katholische Pfarrkirche gehört zum Dekanat Bruck an der Leitha im Vikariat Unter dem Wienerwald der Erzdiözese Wien. Die Kirche steht unter Denkmalschutz (Listeneintrag).

## Geschichte
Anfänglich eine Filiale der Pfarrkirche Mannersdorf am Leithagebirge wurde die Gründung der eigenen Pfarre für das 14. bzw. 15. Jahrhundert angenommen. 1565 wurde eine Kirche im Bau befindlich genannt. 1993/1994 war eine Restaurierung, dabei wurden Reste des Vorgängerbaus ergraben. 1998 war eine Außenrestaurierung. 

## Architektur
Die frühbarocke Kirche aus 1659 über einer mittelalterlichen Vorgängerkirche wurde nach einem Brand 1736 baulich erhöht. Sie steht auf dem 1999 neu gestalteten Kirchenplatz und ist von einer Ummauerung und dem seitlich stehenden Pfarrhof umgeben. Die hoch und steil proportionierte genordete Saalkirche mit einem eingezogenen dreiseitig schließenden niedrigeren Chor hat einen vorgestellten Südturm.
Das Kirchenäußere zeigt ein hohes schlankes Langhaus mit Strebepfeilern und barocken Rundbogenfenstern. Die südliche Hauptfront zeigt konkave Volutengiebelschmiegen aus 1736. Der polygonale Chor hat Rechteckfenster. Der frühbarocke schlanke hohe Turm hat rahmenartig geschichtete Lisenen und Oculi, das Schallgeschoß hat Rundbogenöffnungen, er trägt eine Pyramidenhaube aus dem 19. Jahrhundert. Das Pfeilerportal ist rundbogig, darüber befindet sich eine Nische mit der Figur Maria mit Kind aus 1659. Westlich am Chor steht der Sakristeianbau, ostseitig steht die unverputzte dachlose Ruine einer ehemaligen rechteckige Kapelle.
Das Kircheninnere zeigt ein hohes vierjochiges Langhaus, das Tonnengewölbe ruht auf einem ausladenden Gebälk auf geschichteten Wandvorlagen und vorgestellten Pilastern. Das Emporenjoch ist zwischen Seitenrisaliten etwas schmäler und damit vom Hauptraum abgesetzt, die dreiachsige kreuzgratunterwölbe Empore steht auf toskanischen Säulen. Der rundbogige Triumphbogen ist eingezogen. Der Chor hat ein Tonnen- und Klostergewölbe auf Pilastern und Segmentbogenfenster. Das Turmerdgeschoß ist kreuzgratgewölbt. Die Sakristei hat ein Stichkappentonnengewölbe.
Die Gewölbemalerei Maria in Glorie im Chorschluss schuf der Maler Franz Kaulfersch 1936.

## Ausstattung
Der Hochaltar mit einer hohen geschlossenen Rundbogenarkatur zeigt das Altarblatt Mariä Heimsuchung aus dem Umkreis von Johann Michael Rottmayr. Die zwei Seitenaltäre als hochbarocke Doppelsäulenretabel mit Sprenggiebeln und steilen Auszügen entstanden um 1700 mit barocken Statuen, links Maria Immaculata flankiert von Joachim und Anna, rechts Josef mit Kind flankiert von zwei barocken Statuen ungarischer Könige, die bekrönenden Statuetten zeigen den hl. Georg und Maria Immaculata.
Die Orgel baute Anton Pfliegler 1775 auf einer eigens für die Orgel gebildeten Orgelempore aus hölzernen Balustern und hölzernen toskanischen Säulen. Eine Glocken nennt Franz Josef Scheichel 1774.

## Grabdenkmäler
- Im Chor Grabsteine mit 1730 und 1740, unter der Empore mit 1613 und 1732.
- In der äußeren Ruine Grabstein mit 1615, 1702 und 1737.